# Грандвуд Парк (Илиноис)
Грандвуд Парк (енгл. Grandwood Park) насељено је место без административног статуса у америчкој савезној држави Илиноис.

## Демографија
По попису из 2010. године број становника је 5.202, што је 681 (15,1%) становника више него 2000. године.
| Група             | 2000.         | 2010.         |
| Белци             | 3.799 (84,0%) | 3.668 (70,5%) |
| Афроамериканци    | 187 (4,1%)    | 299 (5,7%)    |
| Азијати           | 203 (4,5%)    | 584 (11,2%)   |
| Хиспаноамериканци | 252 (5,6%)    | 548 (10,5%)   |
| Укупно            | 4.521         | 5.202         |